# Monte Lema
Monte Lema är ett berg i Schweiz. Det ligger i kantonen Ticino, i den sydöstra delen av landet, 150 km sydost om huvudstaden Bern. Toppen på Monte Lema är 1 620 meter över havet, eller 153 meter över den omgivande terrängen. Bredden vid basen är 1,3 km.
Terrängen runt Monte Lema är kuperad söderut, men norrut är den bergig. Runt Monte Lema är det tätbefolkat, med 442 invånare per kvadratkilometer.. Närmaste större samhälle är Lugano, 10,4 km öster om Monte Lema.
I omgivningarna runt Monte Lema växer i huvudsak blandskog.